# Ryosuke Nemoto
Ryosuke Nemoto (根本 亮助 Nemoto Ryosuke?), född 24 augusti 1980 i Yamagata prefektur, är en japansk före detta fotbollsspelare.
Nemoto började sin karriär 1999 i Montedio Yamagata. Han spelade 210 ligamatcher för klubben. Han avslutade karriären 2008.